# Hotel i jardins Rigat
Hotel i jardins Rigat és una obra amb elements noucentistes, modernistes i neoclàssics de Camprodon (Ripollès) inclosa a l'Inventari del Patrimoni Arquitectònic de Catalunya.

## Descripció
Originàriament fou la nova fonda de Can Borra.
A l'interior s'hi troben interessants elements romàntics i modernistes donant a tot el conjunt una sensació d'equilibri i harmonia.
Tenen interès els jardins situats a l'altra banda del riu Ter als quals s'hi accedeix mitjançant una passarel·la.
La piscina i instal·lacions annexes són d'en Francesc Mitjans (desembre de 1948).